# Sombo
Sombo est un village de la région du Centre du Cameroun, situé dans la commune de Dibang.

## Population et développement
En 1962, la population de Sombo était de 253 habitants. La population de Sombo était de 906 habitants dont 469 hommes et 437 femmes, lors du recensement de 2005.     